# 小本駅
小本駅（こもとえき）は、愛知県名古屋市中川区小本1丁目にある、名古屋臨海高速鉄道あおなみ線の駅である。駅番号はAN03。

## 歴史
- 2004年（平成16年）
  - 9月20日：沿線区住民対象の試乗会にて公開。
  - 9月25日：名古屋市民対象の試乗会にて公開。
  - 10月6日：開業。

## 駅構造
島式ホーム1面2線を有する高架駅。バリアフリーの対応としてエレベーターを1基配置。1番・2番線のホームに安全対策として可動式ホーム柵を設置。
国鉄時代に関西本線四日市駅方面と西名古屋港線名古屋貨物ターミナル駅方面相互を結ぶ貨物列車のために、現在の当駅 - 荒子駅間から分岐して関西線八田駅に至るデルタ線が計画されたが、南方貨物線計画頓挫とともに断念された。取得してあった用地は現在、道路及び住宅地に転用されており、当駅の西側にその遺構が確認できる。
通常は駅員無配置駅であり、中島駅が当駅を管理している。

### のりば
| 番線 | 路線        | 方向 | 行先         |
| ---- | ----------- | ---- | ------------ |
| 1    | ■あおなみ線 | 下り | 金城ふ頭方面 |
| 2    | ■あおなみ線 | 上り | 名古屋方面   |

- 1番線の隣には名古屋貨物ターミナル駅から延びる貨物線が既に現れ、貨車が留置されていることがある。

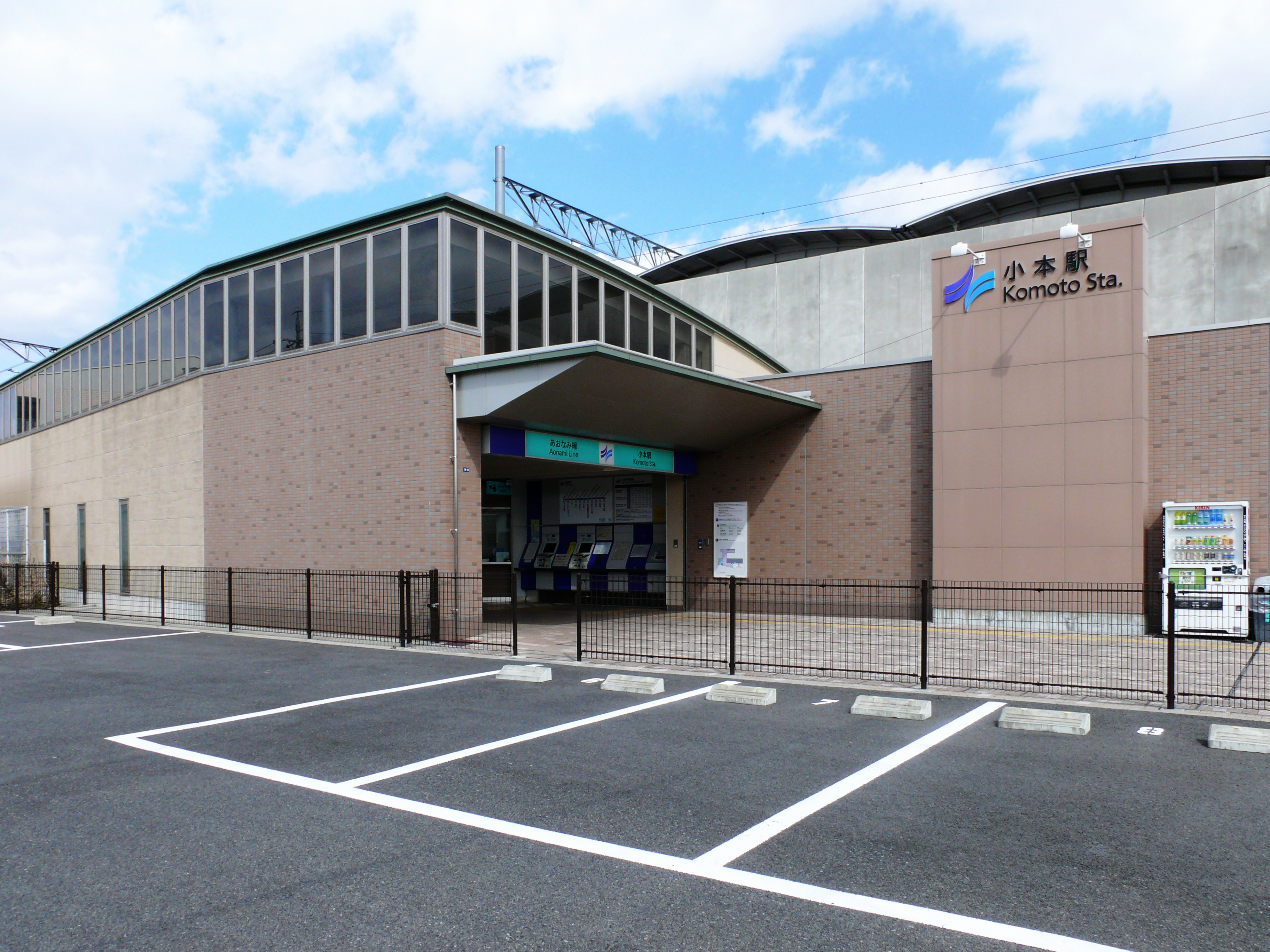
駅舎（別角度から）
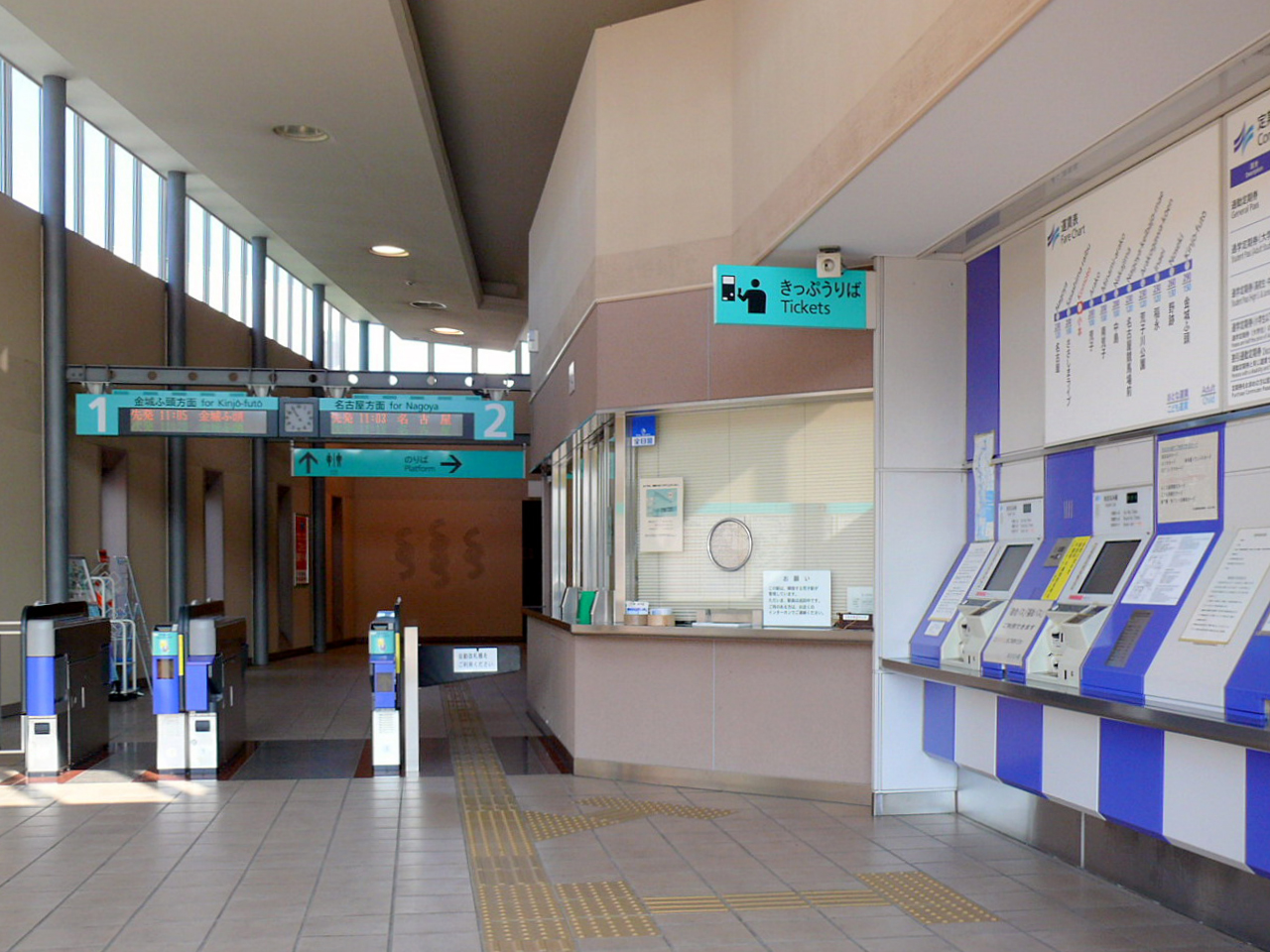
改札口と出札口（2009年11月）
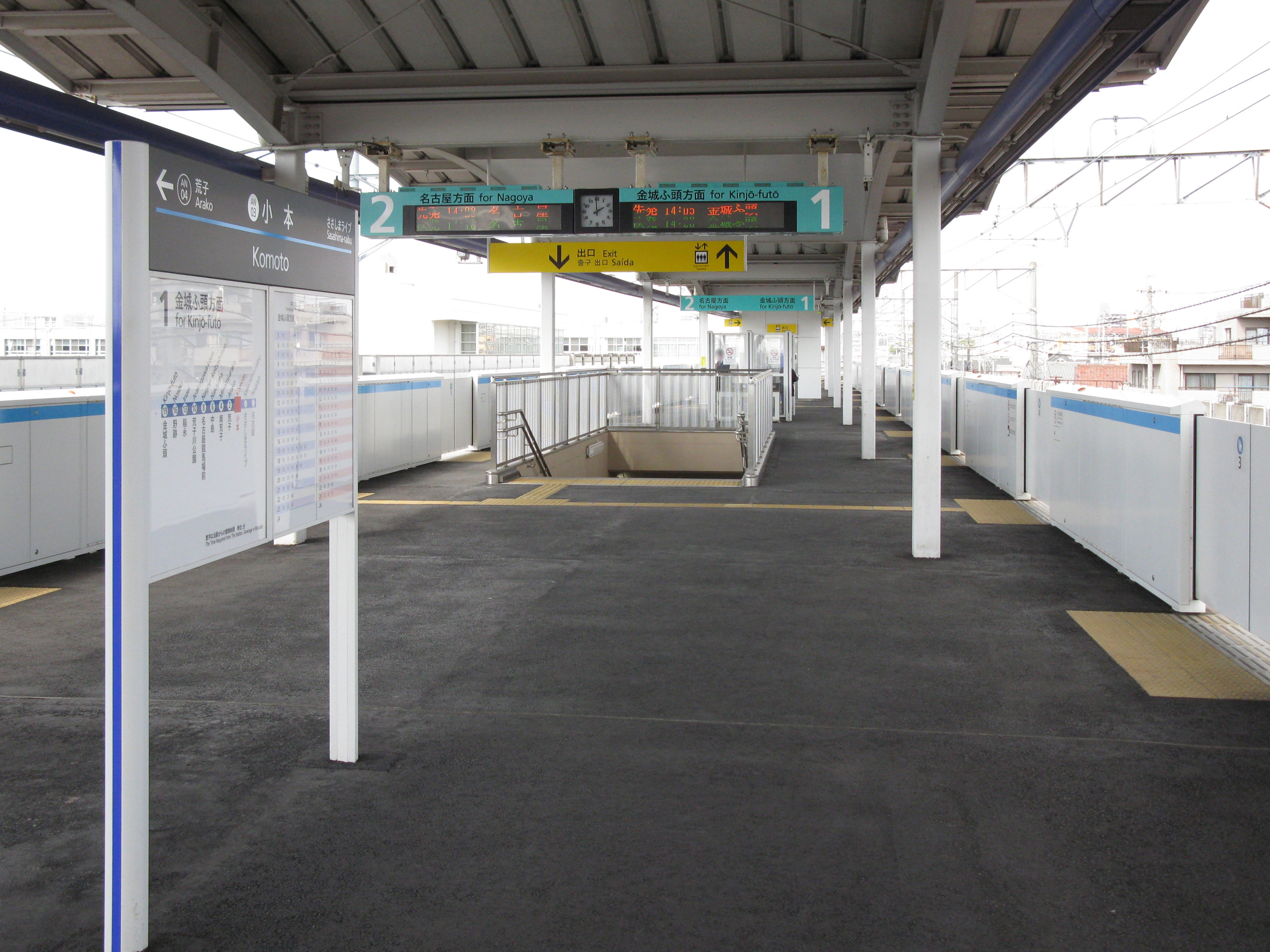
ホーム（2010年3月）

## 利用状況
北東に徒歩10分ほどの所に近鉄名古屋線烏森駅がある。
名古屋市の統計によると、当駅の一日平均乗車人員は以下の通り推移している。
- 2004年度 - 498人
- 2005年度 - 656人
- 2006年度 - 765人
- 2007年度 - 846人
- 2008年度 - 863人
- 2009年度 - 916人
- 2010年度 - 990人
- 2011年度 - 1,037人
- 2012年度 - 1,058人
- 2013年度 - 1,116人
- 2014年度 - 1,189人
- 2015年度 - 1,220人
- 2016年度 - 1,256人
- 2017年度 - 1,400人
- 2018年度 - 1,478人
- 2019年度 - 1,491人
- 2020年度 - 1,217人
- 2021年度 - 1,252人

## 駅周辺

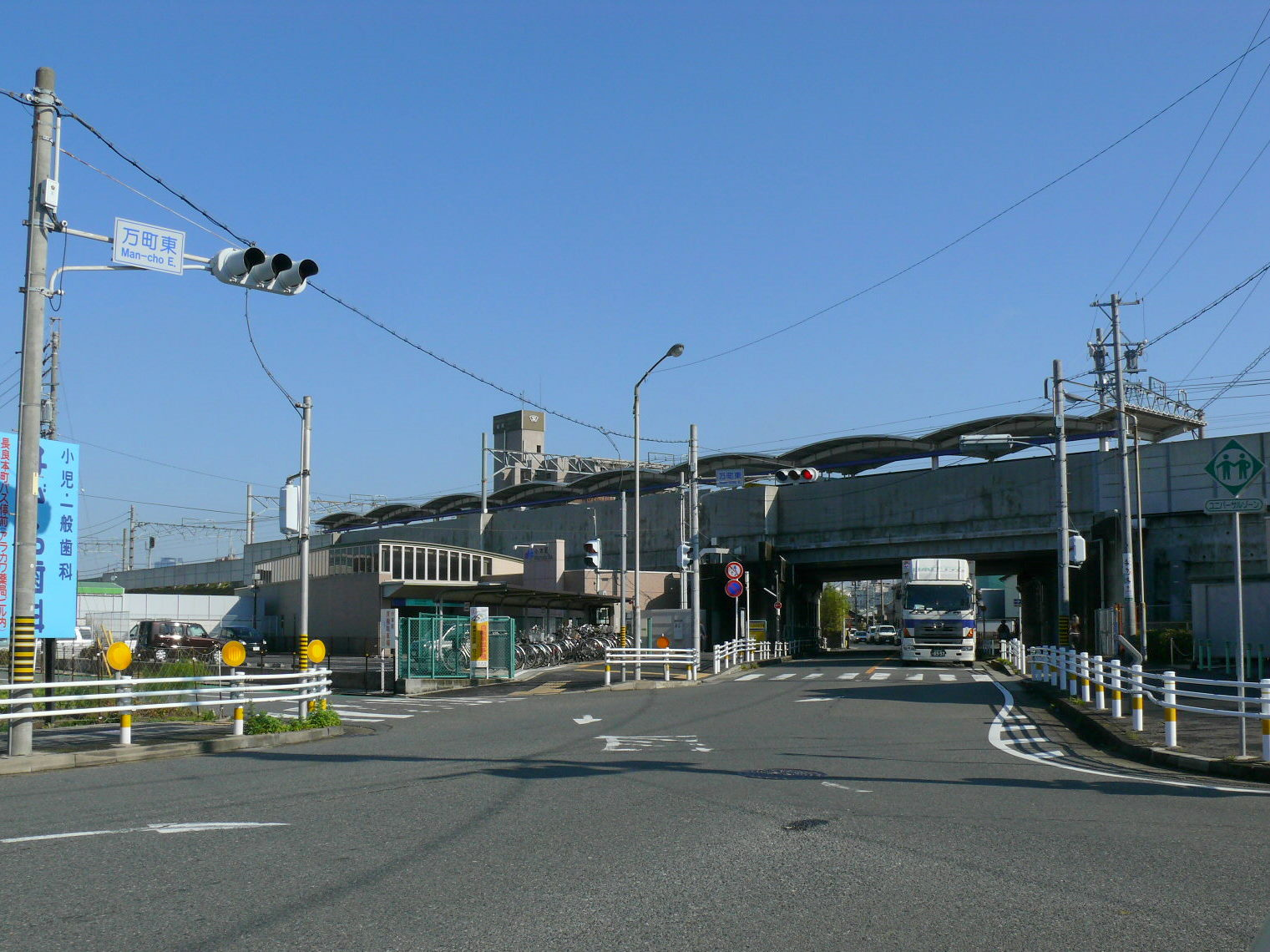
西側より望む駅前。道路は愛知県道190号名古屋一宮線（八田街道）。（2009年11月）

- 名古屋市西部地域療育センター
- 名古屋市立常磐小学校
- 名古屋市立西特別支援学校
- 常盤コミュニティセンター
- 名古屋泌尿器科病院
- 東海旅客鉄道名古屋工場
- ジェイアール東海バス本社（名古屋支店）
- 烏森駅 - 近鉄名古屋線
- 八田駅・近鉄八田駅
- 愛知県道190号名古屋一宮線（八田街道）
- なとり名古屋営業所

## バス路線
最寄りバス停留所は小本駅である。以下の路線バスが乗り入れ、名古屋市交通局により運行されている。
- 栄23系統：栄行、中川車庫前行
- 中川巡回系統：地下鉄高畑行

## 隣の駅
名古屋臨海高速鉄道
■あおなみ線
ささしまライブ駅 (AN02) - （笹島信号場）- 小本駅 (AN03) - 荒子駅 (AN04)
- () 内は駅番号を示す。